# Формула-1 — Гран-прі Люксембургу 1997
Гран-прі Люксембургу 1997 (офіційно V Großer Preis von Luxemburg) — автогонка чемпіонату світу «Формули-1», яка пройшла 28 вересня 1997 року на трасі Нюрбургринг, Нюрбург, Німеччина. Це була п'ятнадцята гонка сезону 1997 Формули-1.
Переможцем гонки став Жак Вільньов, внаслідок чого здобув 10 додаткових очок. Друге місце посів Жан Алезі. Третім перетнув фінішну пряму Гайнц-Гаральд Френтцен і показав своє найшвидше коло гонки з часом 1:18.805 на 32 колі.

## Класифікація
| Поз  | №  | Країна          | Пілот                  | Констркутор       | Кола | Час/Відставання | Поле | Очки |
| ---- | -- | --------------- | ---------------------- | ----------------- | ---- | --------------- | ---- | ---- |
| 1    | 3  | Канада          | Жак Вільньов           | Williams-Renault  | 67   | 1:31:27.843     | 2    | 10   |
| 2    | 7  | Франція         | Жан Алезі              | Benetton-Renault  | 67   | +11.770         | 10   | 6    |
| 3    | 4  | Німеччина       | Гайнц-Гаральд Френтцен | Williams-Renault  | 67   | +13.480         | 3    | 4    |
| 4    | 8  | Австралія       | Герхард Бергер         | Benetton-Renault  | 67   | +16.416         | 7    | 3    |
| 5    | 2  | Бразилія        | Педро Дініц            | Arrows-Yamaha     | 67   | +43.147         | 15   | 2    |
| 6    | 14 | Франція         | Олів'є Паніс           | Prost-Mugen-Honda | 67   | +43.750         | 11   | 1    |
| 7    | 16 | Велика Британія | Джонні Херберт         | Sauber-Petronas   | 67   | +44.354         | 16   |      |
| 8    | 1  | Велика Британія | Деймон Гілл            | Arrows-Yamaha     | 67   | +44.777         | 13   |      |
| 9    | 17 | Італія          | Джанні Морбіделлі      | Sauber-Petronas   | 66   | +1 коло         | 19   |      |
| 10   | 19 | Фінляндія       | Міка Сало              | Tyrrell-Ford      | 66   | +1 коло         | 20   |      |
| Схід | 18 | Нідерланди      | Йос Ферстаппен         | Tyrrell-Ford      | 50   | Виліт           | 21   |      |
| Схід | 9  | Фінляндія       | Міка Хаккінен          | McLaren-Mercedes  | 43   | Двигун          | 1    |      |
| Схід | 22 | Бразилія        | Рубенс Барікелло       | Stewart-Ford      | 43   | Коробка передач | 9    |      |
| Схід | 10 | Велика Британія | Девід Култхард         | McLaren-Mercedes  | 42   | Двигун          | 6    |      |
| Схід | 23 | Данія           | Ян Магнусен            | Stewart-Ford      | 40   | Піввісь         | 12   |      |
| Схід | 6  | Велика Британія | Едді Ірвайн            | Ferrari           | 22   | Двигун          | 14   |      |
| Схід | 15 | Японія          | Шинзі Накано           | Prost-Mugen-Honda | 16   | Двигун          | 17   |      |
| Схід | 5  | Німеччина       | Міхаель Шумахер        | Ferrari           | 2    | Підвіска        | 5    |      |
| Схід | 21 | Бразилія        | Тарсо Маркес           | Minardi-Hart      | 1    | Двигун          | 18   |      |
| Схід | 20 | Японія          | Юкіо Катаяма           | Minardi-Hart      | 1    | Зіткнення       | 22   |      |
| Схід | 12 | Італія          | Джанкарло Фізікелла    | Jordan-Peugeot    | 0    | Зіткнення       | 4    |      |
| Схід | 11 | Німеччина       | Ральф Шумахер          | Jordan-Peugeot    | 0    | Зіткнення       | 8    |      |

## Положення в чемпіонаті після Гран-прі
| Поз | Пілот                  | Очки |
| --- | ---------------------- | ---- |
| 1   | Жак Вільньов           | 77   |
| 2   | Міхаель Шумахер        | 68   |
| 3   | Гайнц-Гаральд Френтцен | 35   |
| 4   | Жан Алезі              | 34   |
| 5   | Девід Култхард         | 30   |

| Поз | Конструктор      | Очки |
| --- | ---------------- | ---- |
| 1   | Williams-Renault | 112  |
| 2   | Ferrari          | 86   |
| 3   | Benetton-Renault | 62   |
| 4   | McLaren-Mercedes | 44   |
| 5   | Jordan-Peugeot   | 33   |

- Примітка: Тільки 5 позицій включені в обидві таблиці.